# Lars Boven
Lars Boven (ur. 13 sierpnia 2001 w Reutum) – holenderski kolarz szosowy.
Kolarstwo uprawiał również jego ojciec, Jan Boven.

## Osiągnięcia
Opracowano na podstawie:

2018
- 1. miejsce na 1. etapie Tour du Pays de Vaud (jazda drużynowa na czas)

2019
- 3. miejsce w Paryż-Roubaix juniorów
- 2. miejsce w Tour du Pays de Vaud
- 2. miejsce w Classique des Alpes juniors
- 1. miejsce w mistrzostwach Holandii juniorów (jazda indywidualna na czas)
- 2. miejsce w mistrzostwach Europy juniorów (jazda indywidualna na czas)

2020
- 1. miejsce na 3. etapie Bałtyk-Karkonosze Tour

2021
- 1. miejsce w prologu Istarsko Proljeće
- 1. miejsce w prologu Tour Alsace

2022
- 3. miejsce w mistrzostwach Europy U23 (mieszana jazda drużynowa na czas)

## Rankingi
| Rok             | 2020  | 2021  | 2022 | 2023 | 2024 |
| --------------- | ----- | ----- | ---- | ---- | ---- |
| World Ranking   | 1513. | 1414. | 967. | 511. | 480. |
| UCI Europe Tour | 1129. | 987.  | 704. | -    | -    |
|                 |       |       |      |      |      |
| Źródło: UCI     |       |       |      |      |      |